# Classe Borodino (couraçados)
A Classe Borodino foi uma classe de couraçados pré-dreadnought operada pela Marinha Imperial Russa, composta pelo Borodino, Imperator Alexandr III, Oryol, Kniaz Suvorov e Slava. Suas construções começaram entre 1900 e 1902 no Estaleiro do Báltico e no Novo Estaleiro do Almirantado, ambos em São Petersburgo, sendo lançados ao mar entre 1901 e 1903 e comissionados na frota russa entre 1903 e 1905. A Classe Borodino foi a mais numerosa construída pela Marinha Imperial e seu projeto foi muito baseado no predecessor Tsesarevich, da fabricação francesa. As principais mudanças incluíram um casco maior e mais comprido, torres de artilharia maiores e maquinários mais pesados.
Os cinco couraçados da Classe Borodino eram armados com uma bateria principal composta por quatro canhões de 305 milímetros montados em duas torres de artilharia duplas. Tinham um comprimento de fora a fora de 121 metros, boca de 23 metros, calado de oito metros e um deslocamento de mais de catorze mil toneladas. Seus sistemas de propulsão eram compostos por vinte caldeiras a carvão que alimentavam dois motores de tripla-expansão, que por sua vez giravam duas hélices até uma velocidade máxima de dezoito nós (33 quilômetros por hora). Os navios também eram protegidos por um cinturão principal de blindagem na linha d'água que tinha entre 145 e 194 milímetros de espessura.
Os quatro primeiros navios foram designados para integrarem a 2ª Esquadra do Pacífico na Guerra Russo-Japonesa. A força enfrentou a Frota Combinada japonesa na Batalha de Tsushima em maio de 1905, em que o Borodino, Imperator Alexandr III e Kniaz Suvorov foram afundados. O Oryol foi seriamente danificado e se rendeu.  Ele foi reformado pelos japoneses e comissionado na Marinha Imperial Japonesa como Iwami, participando do Cerco de Tsingtao na Primeira Guerra Mundial e depois afundado como alvo de tiro em 1924. O Slava tinha ficado na Rússia e enfrentou a Frota de Alto-Mar alemã durante a Primeira Guerra até ser deliberadamente afundado e depois desmontado.

## Desenvolvimento
O imperador Nicolau II da Rússia desejava desde sua ascensão ao trono em 1894 que seu país adquirisse um porto de águas quentes no Oceano Pacífico. Ele finalmente alcançou esta ambição em março de 1898 quando a Rússia assinou com a China uma concessão de 25 anos de Porto Artur, na Península de Liaodong. O Japão tinha anteriormente anexado o porto e seus arredores como parte do tratado que havia concluído a Primeira Guerra Sino-Japonesa, porém a Intervenção Tripla de Rússia, França e Alemanha os forçaram a devolver o porto em troca de um aumento considerável da indenização paga pelos chineses. O Japão investiu boa parte desse dinheiro na expansão de sua frota, enquanto a Rússia iniciou um grande programa de construção próprio para defender seu porto recém adquirido.
A Classe Borodino foi a classe de couraçados mais numerosa construída pela Marinha Imperial Russa. A intenção original era para que fossem réplicas quase idênticas do predecessor Tsesarevich, construído na França, porém ficou claro pouco depois da assinatura dos contratos que os novos navios seriam muito diferentes. O problema básico era que a Classe Borodino teria motores muito mais pesados e torres de artilharia maiores, forçando um projeto que tivesse a mesma velocidade, calado, canhões e blindagem que o Tsesarevich, mas com um deslocamento maior. O novo projeto foi preparado pelo engenheiro naval D. V. Skvortsov do Comitê Técnico Naval. Ele completou o projeto em julho ou agosto de 1898, um mês depois dos contratos terem sido assinados. Os navios seriam aproximadamente mil toneladas mais pesados que o Tsesarevich, além de ligeiramente mais compridos e largos.
Os couraçados eram visualmente semelhantes ao Tsesarevich, mas duas casamatas para canhões de 75 milímetros foram adicionadas na proa e popa. Estas armas foram incluídas além dos doze canhões que ficavam nas laterais acima do cinturão de blindagem. Isto fez com que a afinação do casco a partir da linha de flutuação fosse deletada sobre a bateria secundária, com uma blindagem reta usada no lugar. Desta forma, os cascos afinavam-se apenas à vante e à ré dos canhões de 75 milímetros. A antepara na linha central entre as salas de máquinas e caldeiras criava um perigo de emborcamento caso um dos lados inundasse e o cinturão de blindagem submergisse.

## Projeto

### Características

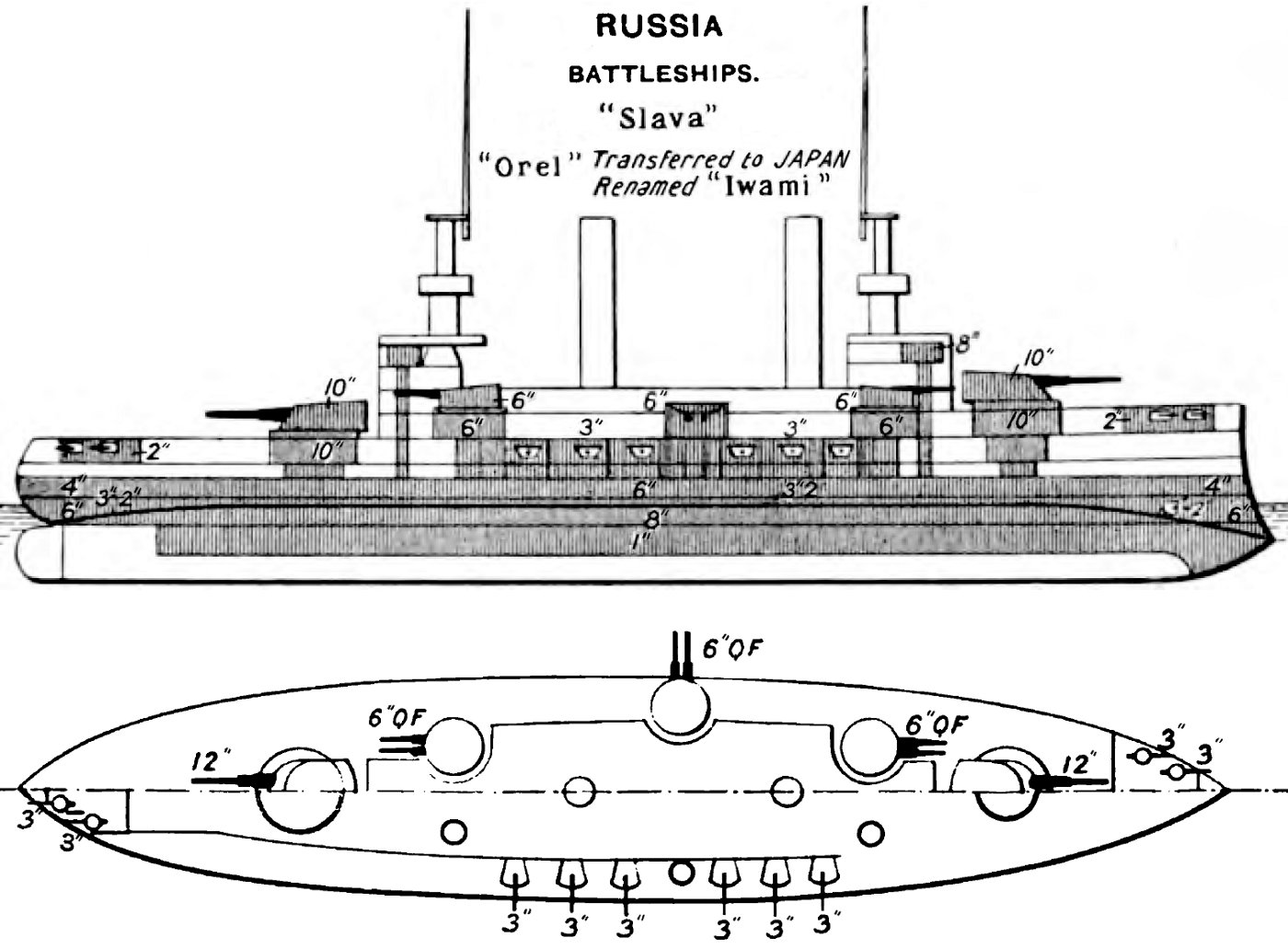
Desenho da Classe Borodino

A Classe Borodino tinha 118,7 metros de comprimento da linha de flutuação e 121,1 metros de comprimento de fora a fora. Tinha uma boca de 23,2 metros e calado de 8,9 metros, 9,65 centímetros a mais do que o projetado. Seu deslocamento normal entre 14 317 e 146 465 toneladas, quinhentas a novecentas toneladas a mais do que o deslocamento projetado de 13 733 toneladas. Suas tripulações tinham 28 oficiais e 754 tripulantes, porém o Kniaz Suvorov estava com 928 pessoas a bordo durante a Batalha de Tsushima.
O sistema de propulsão consistia em vinte caldeiras a carvão Belleville que alimentavam dois motores de tripla expansão com quatro cilindros, cada um girando uma hélice. Este sistema foi projetado para proporcionar uma velocidade máxima de dezoito nós (33 quilômetros por hora). O Borodino foi equipado com uma cópia dos maquinários franceses do Tsesarvich, mas construído na Rússia pelo Novo Estaleiro do Almirantado, enquanto os quatro navios restantes foram equipados com maquinários totalmente russos projetados e construídos pelo Estaleiro do Báltico. Os motores do Borodino tinham uma potência indicada de 16,6 mil cavalos-vapor (12,2 mil quilowatts) e suas caldeiras operavam a uma pressão de dezenove atmosferas. Os maquinários dos outros navios tinham uma potência indicada de dezesseis mil cavalos-vapor (11,8 mil quilowatts) e com caldeiras que funcionavam a 21 atmosferas. Outras diferenças incluíam que o Borodino foi equipado com um economizador nas caldeiras e hélices de três lâminas, enquanto seus irmãos não tinham o economizador e usavam hélices com quatro lâminas.
Os navios realizaram apenas testes marítimos reduzidos porque estavam sendo preparados para serem enviados ao Extremo Oriente. Apenas o Oryol alcançou sua velocidade projetada, mesmo com seus motores produzindo apenas 14 376 cavalos-vapor (10 571 quilowatts). Os motores dos outros navios produziram uma potência maior, mas tiveram velocidades mais baixas. Podiam carregar no máximo 1 372 toneladas de carvão, permitindo uma autonomia de 2 590 milhas náuticas (4,8 mil quilômetros) a uma velocidade de dez nós (dezenove quilômetros por hora). As embarcações tinham seis geradores movidos a vapor que produziam ao todo 738 quilowatts de energia elétrica.
O cinturão de blindagem era feito de aço Krupp que tinha entre 145 e 194 milímetros de espessura. A blindagem das torres de artilharia tinha uma espessura máxima de 254 milímetros, enquanto o convés tinha entre 25 a 51 milímetros. O convés blindado inferior de 38 milímetros se curvava para baixo e formava uma antepara antitorpedo.

### Armamento

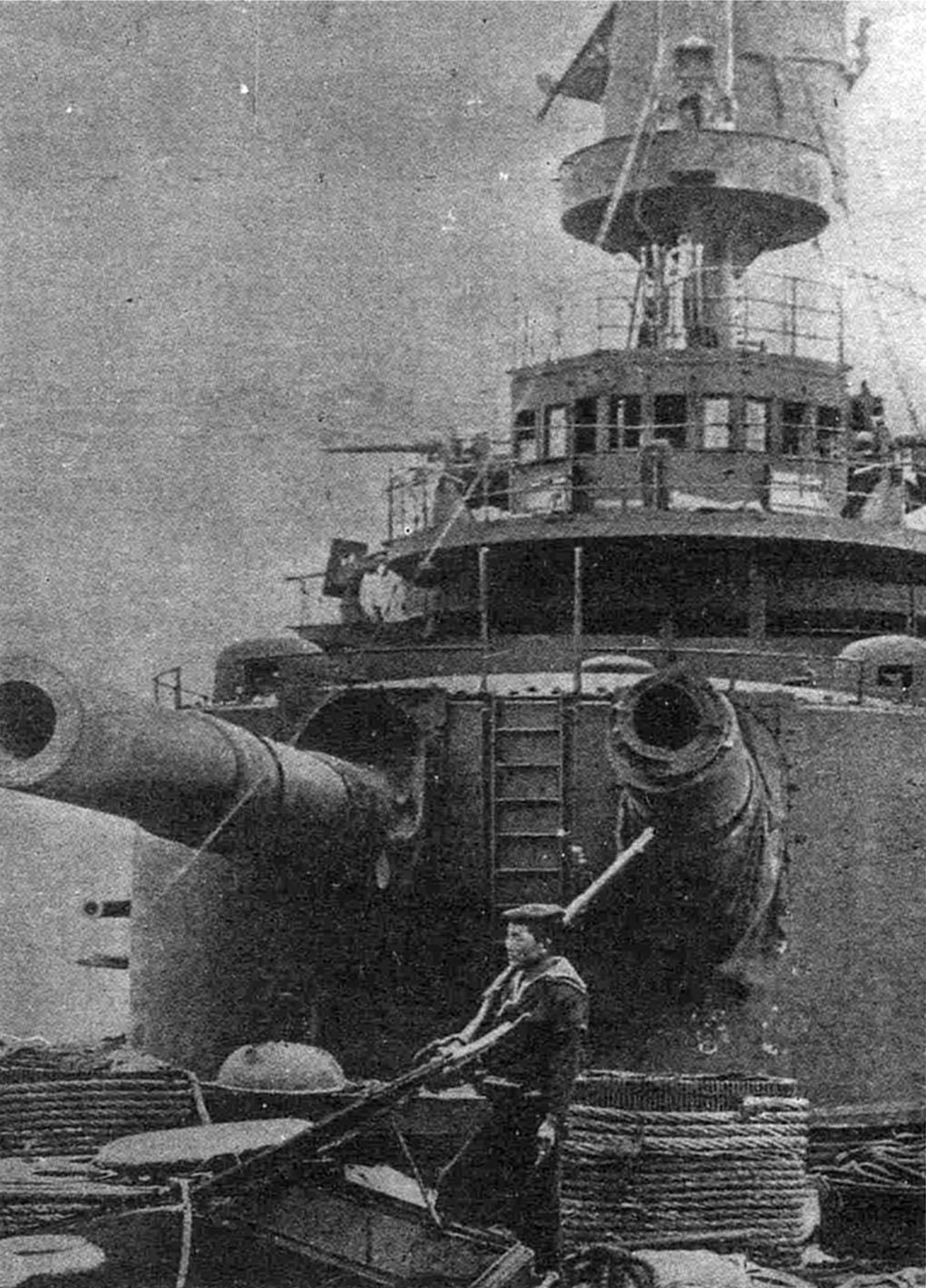
A primeira torre de artilharia principal do Oryol danificada após a Batalha de Tsushima em 1905

O armamento principal da Classe Borodino consistia em quatro canhões Obukhov calibre 40 de 305 milímetros montados no estilo francês em duas torres de artilharia duplas movidas eletricamente. Os canhões podiam elevar até quinze graus e cada um tinha um carregamento de sessenta projéteis. As armas tinham uma cadência de tiro de um disparo a cada noventa a 132 segundos, disparavam projéteis de 332 quilogramas a uma velocidade de saída de 792 metros por segundo, tendo um alcance máximo de 14,6 quilômetros em elevação máximo.
O armamento secundário tinha doze canhões Canet Modelo 1891 calibre 45 de 152 milímetros montados em seis torres de artilharia elétricas no convés superior. As armas tinham uma elevação máxima de quinze graus e as torres de meia-nau tinham um arco de disparo de 180 graus. Cada  canhão tinha um carregamento de 180 projéteis. A cadência de tiro era de dois a quatro disparos por minuto, disparavam projéteis de 41,4 quilogramas a uma velocidade de saída de 792,5 metros por segundo, com alcance máximo de aproximadamente 11,5 quilômetros.
Os navios também foram equipados com várias armas menores para enfrentarem barcos torpedeiros. Estas incluíam vinte canhões Canet calibre 50 de 75 milímetros montado em embrasuras no casco, com cada arma tendo um carregamento de trezentos projéteis. Disparavam projéteis de 4,9 quilogramas a uma velocidade de saída de 820 metros por segundo com alcance máximo de 6,4 quilômetros a uma elevação de treze graus. Também haviam dezesseis ou dezoito canhões Hotchkiss de 47 milímetros na superestrutura. Disparavam projéteis de um quilograma a uma velocidade de saída de 430 metros por segundo, tendo uma cadência de tiro de quinze disparos por minuto.
Havia quatro tubos de torpedo de 381 milímetros, dois acima da linha de flutuação na proa e na popa, mais dois submersos próximos do depósito de munição de 305 milímetros, um em cada lateral. Os tubos acima da linha de flutuação tinham um carregamento de quatro torpedos cada, enquanto os tubos submersos tinham seis torpedos cada. Os navios também levavam cinquenta minas navais para proteger ancoradouros em áreas remotas.
Os couraçados foram originalmente equipados com telêmetros estadiamétricos Liuzhol que usavam o ângulo entre dois pontos verticais em um navio inimigo, geralmente a linha de flutuação e o cesto de gávea, para estimar a distância para o alvo. O oficial de artilharia consultava suas referências para determinar a distância e calculava a elevação e desvio adequados para se acertar o alvo. Ele transmitia seus dados para cada canhão ao torre por meio de sistema de transmissão de controle de disparo eletromecânico Geisler. Estes telêmetros foram substituídos durante o processo de equipagem por dois telêmetros de coincidência Barr and Stroud que usavam duas imagens que precisavam ser sobrepostas para se determinar a distância. Miras telescópicas Perepelkin também foram instaladas, mas as tripulações não foram treinadas sobre como usá-las.

## Navios
| Navio                  | Construtor                    | Homônimo            | Batimento             | Lançamento             | Comissionamento  | Destino           |
| ---------------------- | ----------------------------- | ------------------- | --------------------- | ---------------------- | ---------------- | ----------------- |
| Borodino               | Novo Estaleiro do Almirantado | Batalha de Borodino | 23 de maio de 1900    | 8 de setembro de 1901  | agosto de 1904   | Afundados em 1905 |
| Imperator Alexandr III | Estaleiro do Báltico          | Alexandre III       | 23 de maio de 1900    | 3 de agosto de 1901    | novembro de 1903 | Afundados em 1905 |
| Oryol                  | Estaleiro do Almirantado      | Águia               | 1 de junho de 1900    | 19 de julho de 1902    | outubro de 1904  | Afundado em 1924  |
| Kniaz Suvorov          | Estaleiro do Báltico          | Alexander Suvorov   | 8 de setembro de 1901 | 25 de setembro de 1902 | setembro de 1904 | Afundado em 1905  |
| Slava                  | Estaleiro do Báltico          | "Glória"            | 1 de novembro de 1902 | 29 de agosto de 1903   | outubro de 1905  | Afundado em 1917  |

## História

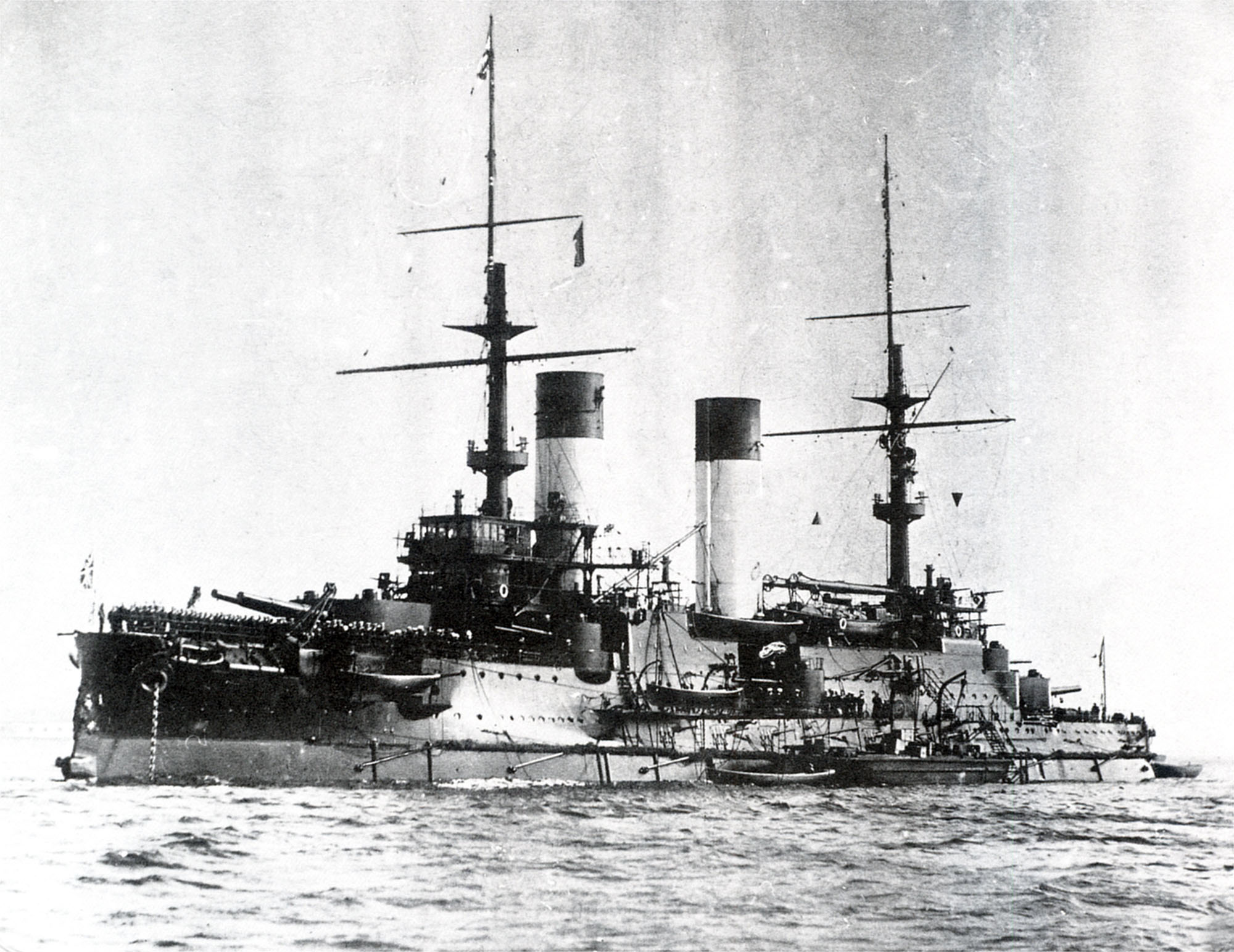
O Kniaz Suvorov em 1904

O Borodino, Imperator Alexandr III, Oryol e Kniaz Suvorov partiram para Porto Artur em outubro de 1904 junto com outros navios da 2ª Esquadra do Pacífico. O Kniaz Suvorov foi a capitânia do vice-almirante Zinovi Rozhestvenski. Ele recebeu antes de partir inúmeros relatos de agentes e barcos torpedeiros japoneses disfarçados de pesqueiros, assim ordenou alerta máximo depois de reabastecer no dia 7 em Skagen, na Dinamarca. A esquadra estava próxima de Dogger Bank na tarde do dia seguinte quando o navio de reparos Kamchatka relatou estar sob ataque de barcos torpedeiros no meio da chuva. Os navios encontraram traineiras britânicas quatro horas depois no meio da neblina e abriram fogo a uma curta-distância. Uma das traineiras foi afundada e outras três danificadas, com vários pescadores sendo mortos ou feridos. Os couraçados também dispararam contra e danificaram os cruzadores Aurora e Dmitrii Donskoi no meio da confusão. O incidente deixou os britânicos enfurecidos e causou um incidente diplomático com o Reino Unido que quase levou a uma guerra antes da Rússia pedir desculpas e concordar em 29 de outubro a pagar reparações.
Os navios navegaram litoral oeste da África, ao redor do Cabo da Boa Esperança e chegando em 9 de janeiro de 1905 em Nosy Be, ao noroeste de Madagascar, onde permaneceram pelos dois meses seguintes enquanto acordos de reabastecimento eram firmados. A esquadra descobriu durante este período que Porto Artur tinha sido capturada pelos japoneses na Guerra Russo-Japonesa, assim o destino final foi alterado para Vladivostok, o único outro porto russo no Extremo Oriente. As embarcações partiram em 16 de março para a Baía de Cam Ranh, na Indochina, chegando quase um mês depois e esperando pelos navios obsoletos da 3ª Esquadra do Pacífico, comandada pelo contra-almirante Nikolai Nebogatov. Estes chegaram em 9 de maio e todos partiram para Vladivostok no dia 14. Estima-se que os navios estavam aproximadamente com 1,7 mil toneladas de sobrepeso com carvão e outros suprimentos, todos armazenados no alto e reduzindo suas estabilidades. O peso extra também submergiu seus cinturões de blindagem deixando apenas 1,4 metros do cinturão superior acima da linha de flutuação.

### Tsushima

Mapa da Batalha de Tsushima

Rozhestvenski agrupou os quatro membros da Classe Borodino em uma divisão e manteve o comando pessoal desta formação. O Oryol era o último navio da divisão, mas fez os primeiros disparos da Batalha de Tsushima depois de seu oficial comandante, o capitão de 1ª patente Nikolai Iung, ordenou que ele abrisse fogo às 11h42min de 27 de maio contra um cruzador japonês que estava seguindo a formação russa a uma distância de nove quilômetros. Rozhestvenski não tinha passado nenhuma instrução para a frota antes da batalha acerca de uma situação como essa, mas ordenou que o Oryol cessasse fogo depois de disparar trinta projéteis sem acertar o alvo. O Kniaz Suvorov era o couraçado na vanguarda da linha de batalha russa e abriu fogo às 14h05min contra o couraçado Mikasa, a capitânia do almirante Tōgō Heihachirō. Os couraçados japoneses começaram a disparar de volta aproximadamente cinco minutos depois. Seus projéteis explosivos rapidamente incendiaram os quatro membros da Classe Borodino, com Rozhestvenski e o capitão de 1ª parente Vasili Ignatius do Kniaz Suvorov sendo feridos por estilhaços que entraram na torre de comando. Outro acerto às 14h52min emperrou o leme do Kniaz Suvorov depois de uma virada para estibordo ter sido ordenada, fazendo o navio realizar quase um círculo completo antes que seus motores fossem usados para controlar sua direção. Nesta altura seu segunda torre de artilharia principal tinha sido destruída por uma explosão, sua primeira chaminé tinha caído e seu mastro principal derrubado.
Os outros navios brevemente seguiram o Kniaz Suvorov até perceberem que ele estava fora de controle, então viraram para o norte para tentarem ficar atrás dos couraçados japoneses. O Kniaz Suvorov foi o principal alvo dos japoneses até por volta das 16h00min, quando o capitão de 1ª patente Nikolai Bukhvostov do Imperator Alexandr III decidiu avançar com seu navio diretamente para a linha japonesa em uma tentativa de atrair os disparos para longe da capitânia. Ele foi bem-sucedido, mas o Imperator Alexandr III foi seriamente danificado no processo. O Borodino assumiu a vanguarda e liderou a frota para o sul, conseguindo cessar fogo temporariamente em meio à neblina. O Kniaz Suvorov ficou seriamente danificado e às 17h30min o contratorpedeiro Buinii evacuou Rozhestvenski e outros oficiais feridos. Foi depois torpedeado por barcos torpedeiros que causaram uma explosão interna às 19h20min, emborcando aproximadamente dez minutos depois. Não houve sobreviventes, exceto os vinte oficiais resgatados pelo Buinii.
O confronto foi retomado por volta das 18h00min, com os japoneses concentrando seus disparos no Imperator Alexandr III e Borodino. O primeiro saiu de linha para bombordo às 18h30min e emborcou, mas só foi afundar às 19h07min sem sobreviventes. O Borodino durou um pouco mais sob o fogo concentrado japonês. O couraçado Shikishima o acertou com dois projéteis de 305 milímetros às 19h18min que iniciaram grandes incêndios a bordo e incapacitaram suas torres de artilharia principais. Tōgō ordenou que seus navios recuassem dez minutos depois, mas o couraçado Fuji estava com projéteis de 305 milímetros carregados e os disparou antes de recuar. Um destes projéteis acertou o Borodino embaixo de sua torre de artilharia secundária de estibordo e incendiou a munição de pronto-uso dentro. O fogo se espalhou e vários depósitos de munição detonaram, abrindo um buraco no casco. O couraçado emborcou e afundou rapidamente, com apenas um tripulante de uma tripulação de 855 sobrevivendo.
O Oryol assumiu a vanguarda depois do naufrágio do Borodino, encontrando-se com a divisão comandada por Nebogatov depois dos japoneses terem cessado fogo e recuado no meio da escuridão da noite. Nebogatov assumiu o comando do que restava da frota e continuou navegando em direção de Vladivostok. Os navios foram descobertos pelos japoneses na manhã do dia seguinte e foram atacados pelos couraçados por volta das 10h00min. As embarcações japonesas eram mais rápidas e conseguiram permanecer fora do alcance efetivo dos canhões russos, assim estes se renderam meia-hora depois porque não conseguiam disparar de volta ou se aproximarem.

### Resto de carreiras

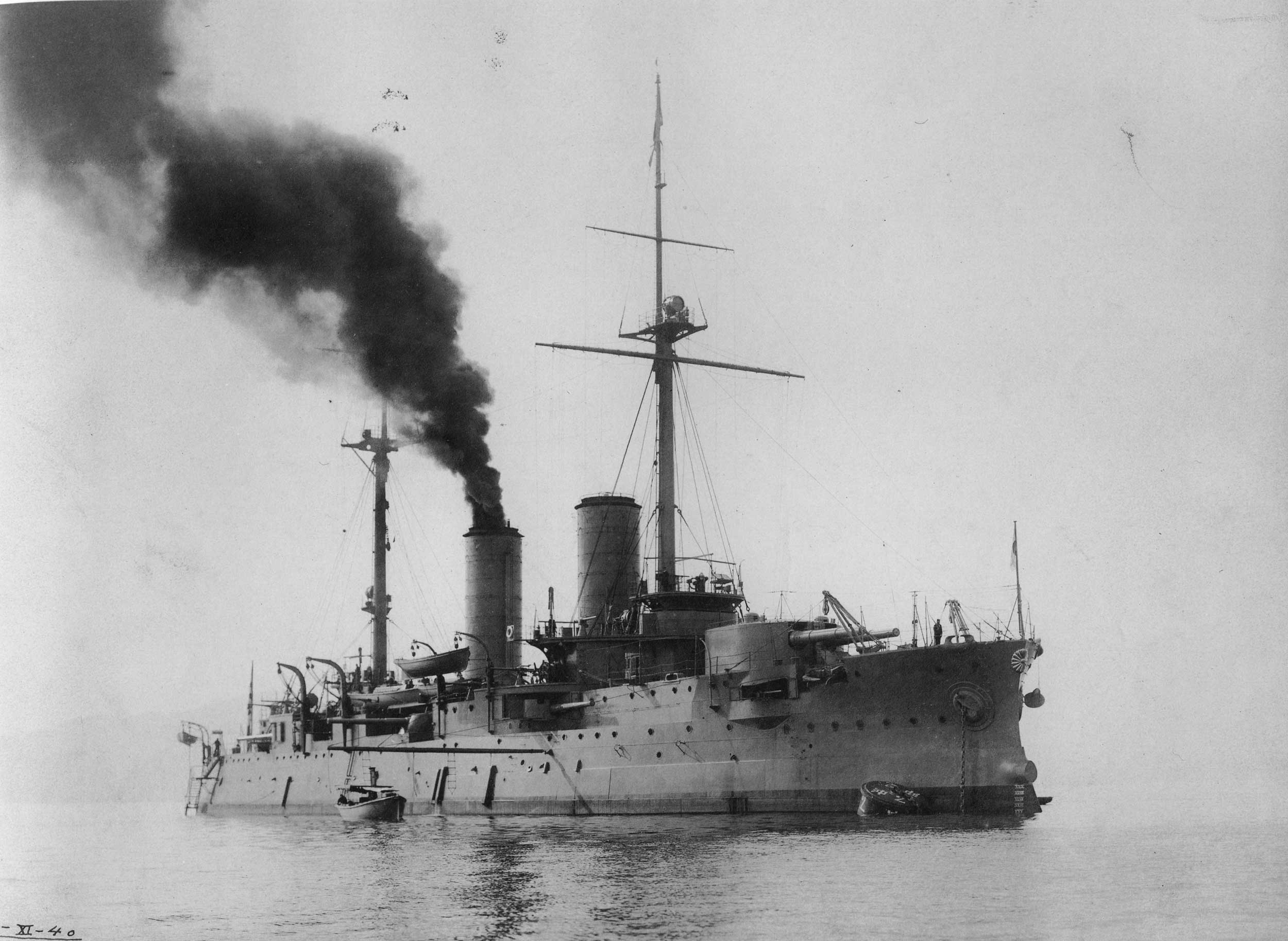
O Iwami c. 1908

Os japoneses comissionaram o Oryol na Marinha Imperial Japonesa em junho de 1907 com o nome de Iwami. Sua superestrutura foi reduzida e suas armas reposicionadas para diminuir o peso acima da linha de flutuação. Além disso, suas caldeiras foram substituídas por um número desconhecido de caldeiras Miyabara japonesas, também sendo rearmado com canhões japoneses. Estas mudanças reduziram seu deslocamento para por volta de 13,7 mil toneladas e sua tripulação passou a ser de 750 oficiais e marinheiros.
O Iwami participou do Cerco de Tsingtao em 1914 na Primeira Guerra Mundial, servindo de capitânia para a esquadra japonesa na intervenção japonesa na Guerra Civil Russa em Vladivostok no final de 1918. Foi usado como navio-escola em 1921 e foi desarmado no ano seguinte de acordo com os termos do Tratado Naval de Washington. As fontes discordam sobre seu destino final, tendo sido afundado como alvo de tiro para aeronaves perto de Miura em julho de 1924 ou desmontado em Kobe entre 1924 e 1925.
O Slava tserviu no Mar Báltico na Primeira Guerra Mundial e foi o maior navio russo que enfrentou em 1915 a Frota de Alto-Mar alemã na Batalha do Golfo de Riga, sendo levemente danificado. Ele bombardeou posições e tropas alemãs no Golfo de Riga pelo restante de 1915 e em 1916. Participou em 1917 da Batalha do Estreito de Moon, sendo seriamente danificado pelo couraçado alemão SMS König. Os danos causaram inundações que fizeram seu calado aumentar, impossibilitando-o de escapar pelo canal raso, assim foi deliberadamente afundado no Estreito de Moon. Foi desmontado em 1935.